# Polyalthia stuhlmannii
Polyalthia stuhlmannii (Engl.) Verdc. – gatunek rośliny z rodziny flaszowcowatych (Annonaceae Juss.). Występuje naturalnie w Kenii, Tanzanii oraz Mozambiku.

## Morfologia
PokrójZimozielony krzew dorastający do 3–6,5 m wysokości. Młode pędy są owłosione.
LiścieMają kształt od eliptycznego do podłużnie eliptycznego. Mierzą 3–14 cm długości oraz 1–5 cm szerokości. Nasada liścia jest klinowa. Blaszka liściowa jest o ostrym lub spiczastym wierzchołku. Ogonek liściowy jest nagi i dorasta do 2–4 mm długości.
KwiatySą pojedyncze lub zebrane w pary, rozwijają się w kątach pędów. Działki kielicha mają owalny kształt, są owłosione i dorastają do 2 mm długości. Płatki mają eliptyczny lub podłużny kształt i zieloną lub zielonożółtawą barwę, osiągają do 10–17 mm długości. Kwiaty mają 30 owłosionych owocolistków o elipsoidalnym kształcie.
OwoceMają elipsoidalny kształt, zebrane po 16–18 w owoc zbiorowy. Są nagie, osadzone na szypułkach. Osiągają 9–10 mm długości i 5–6 mm szerokości.

## Biologia i ekologia
Rośnie w wiecznie zielonych lasach, na terenach nizinnych.